# Partido de Isla de La Laja
La Isla de La Laja o Isla de La Laxa fue el territorio denominado con ese nombre por los conquistadores, el cual comprendió el río de La Laja por el norte, el río Biobío por el sur, la confluencia de estos dos ríos en el poniente, y la Cordillera de Los Andes por el oriente. Formó parte de la Intendencia de Concepción del Maule hasta el territorio araucano.
Su capital fue Villa de Nuestra Señora de Los Ángeles. 
Se creó en 1793, a partir del Partido de Rere, con el que limitaba al norte.
Su gobierno estaba a cargo de un subdelegado partidario.
Originalmente estaba habitada por indígenas coyunche (Gente de las Arenas).
Según el censo de los partidos de la provincia de La Concepción conforme a las matrículas de 1812, presentados para el censo de 1813, los curatos de Ángeles, Nacimiento, Santa Fe, San Carlos de Purén y Santa Bárbara y su Hospicio tienen 15.346; 4.707; 897; 984 y 1.647 habitantes respectivamente. 
En 1823 cambia su nombre a Delegación de La Laja.